# Застугна (Обухівська міська громада)
Засту́гна — село в Україні, в Обухівському районі Київської області. Населення становить 38 осіб.
| Україна | Це незавершена стаття з географії України. Ви можете допомогти проєкту, виправивши або дописавши її. |